# Yared Bayeh
Yared Bayeh Belay (ur. 22 stycznia 1995 w Bahyr Dar) – piłkarz etiopski grający na pozycji środkowego obrońcy. Od 2022 jest zawodnikiem klubu Bahir Dar Kenema FC.

## Kariera klubowa
Swoją karierę piłkarską Yared rozpoczął w klubie Dashen Beer FC. W sezonie 2015/2016 zadebiutował w jego barwach w pierwszej lidze etiopskiej. W 2016 przeszedł do Fasil Kenema SC. W sezonie 2020/2021 wywalczył z nim mistrzostwo Etiopii. W 2022 odszedł do Bahir Dar Kenema FC.

## Kariera reprezentacyjna
W reprezentacji Etiopii Yared zadebiutował 21 listopada 2015 roku w przegranym 0:1 meczu Pucharu CECAFA 2015 z Rwandą rozegranym w Addis Abebie. W 2022 roku został powołany do kadry na Puchar Narodów Afryki 2021. Rozegrał na nim dwa mecze grupowe: z Republiką Zielonego Przylądka (0:1) i z Burkiną Faso (1:1).